# Van der Leck
De stamvader van het huis van der Leck is Otto van der Leck, een zoon van Jan II van Polanen heer van Polanen en van der Lecke en van Margaretha van der Lippe. Otto trouwde ca. 1395 met Sophia van den Bergh († 1412), de dochter van Frederik III van den Bergh († 1416) en Catharina van Buren.
Doordat Otto's echtgenote Sophia van den Bergh eerder overleed dan haar vader Frederik III is Otto nooit heer van den Bergh geweest. De eerste heer van den Bergh uit het stamhuis van der Leck was zijn zoon Willem II. Deze verving het zegel, met een gecombineerd wapen, van zijn vader voor een zegel met slechts het Berghse wapen.
Met Oswald III van den Bergh stierf het huis Van der Leck in 1712 in mannelijke lijn uit. Reeds voor zijn overlijden had Oswald III de tweede kleinzoon van zijn zuster Maria Clara van den Bergh (1644-1689), Frans Willem Hohenzoller, als opvolger en enig erfgenaam benoemd. Onder de voorwaarde dat zijn echtgenote het vruchtgebruik zou houden en dat Franz Wilhelm de naam en het wapen van Van den Bergh aan zou nemen. Hiermee ging Bergh over in het derde huis, het geslacht Hohenzoller-Bergh.

## Wapens
Otto van der Leck voerde een gevierendeeld wapen met in het eerste en vierde kwartier het wapen van Polanen en in het tweede en derde kwartier het wapen van zijn echtgenote van den Bergh. Het huis van Polanen, een zijtak van het huis van Wassenaer, voerde een gebroken wapen van het huis Wassenaer, gebroken door kleurstelling. Otto's zoon Willem II, eerste heer van het Land van den Bergh uit het huis van der Leck verving zijn vaders wapen voor het Van der Bergh-wapen. Het toont de Berghse leeuw met 11 penningen en een gekroonde helm met een vlucht als helmteken. Dit wapen is tot op heden nog in gebruik.

Wapen van Wassenaer
Wapen van Polanen
Wapen van der Leck
Wapen van der Bergh